# Patricia Tallman
Patricia J. Tallman, född 4 september 1957 i Pontiac, Illinois, USA, är en amerikansk skådespelerska och stuntman.
Hon medverkade i pilotavsnittet av TV-serien Babylon 5 som den telepatiska karaktären Lyta Alexander och återkom sedan under säsongerna 2-5 för att gestalta samma karaktär. Som gästskådespelare har hon bland annat medverkat i TV-serierna Star Trek: Deep Space Nine, Star Trek: Voyager och Brottskod: Försvunnen. Bland hennes filmroller märks hennes insats som häxa i kultklassikern Army of Darkness.
Utöver skådespeleriet har hon även arbetat som stuntman, bland annat som stuntdubbel åt Laura Dern i Jurassic Park och för Nana Visitor i Star Trek: Deep Space Nine.